# Étoile d'or
La Étoile d'or (in arabo النجمة الذهبية‎?), conosciuto anche come Golden Star (in italiano Stella D'oro),  è il premio principale assegnato nel corso della manifestazione cinematografica del Festival international du film de Marrakech che si svolge annualmente a Marrakech, in Marocco.
Il premio viene assegnata al miglior film tra quelli in competizione.

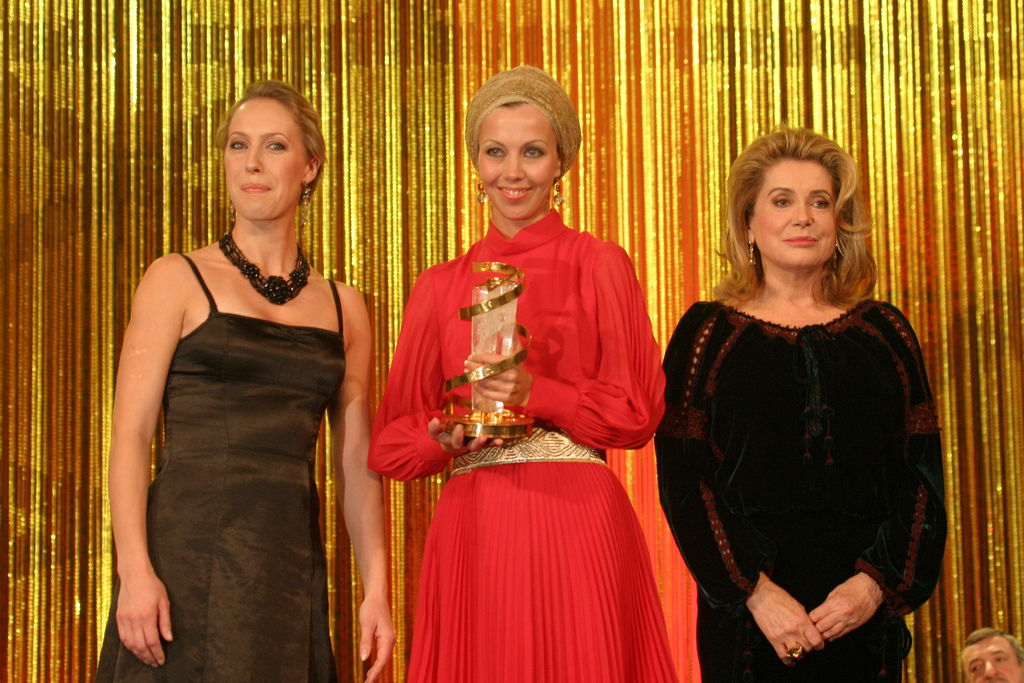
Premio Étoile d’or per il Film Autumn Ball di Veiko Õunpuu 2007

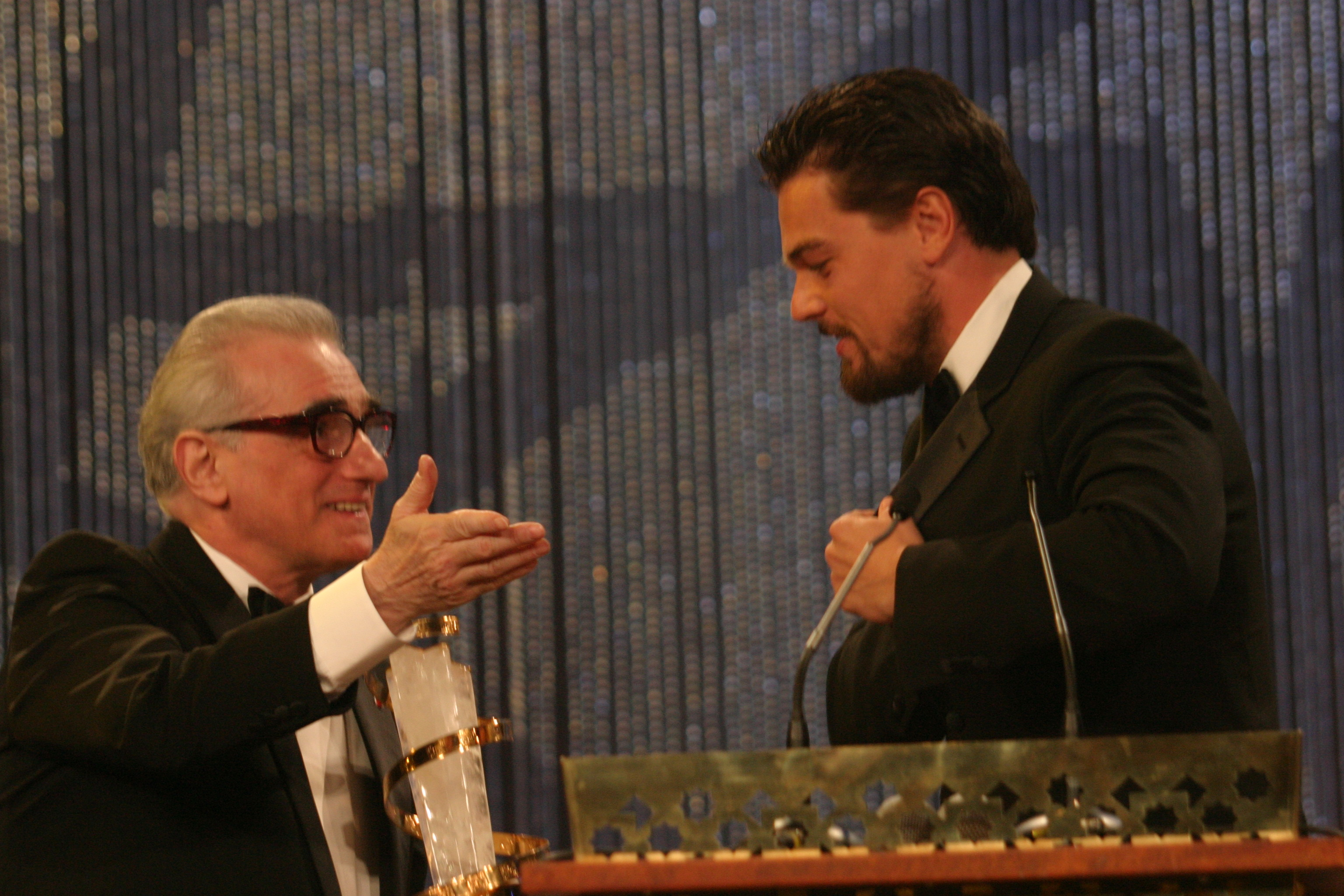
Festival international du film de Marrakech.

## Albo d'oro
- 2001: Inch'Allah Dimanche di Yamina Benguigui  Francia
- 2002: Go di Isao Yukisada  Giappone
- 2003: Gori vatra di Pjer Žalica  Bosnia ed Erzegovina
- 2004: Sideways di Alexander Payne  Stati Uniti
- 2005: Saratan di Ernest Abdyshaparov  Kirghizistan
- 2006: The Red Cockatoo di Dominik Graf  Germania
- 2007: Autumn Ball di Veiko Õunpuu  Estonia
- 2008: Wild Field (Dikoe Pole) di Mikhail Kalatozishvili (1959–2009)   Russia
- 2009: Norteado di Rigoberto Pérezcano  Messico
- 2010: The Journals of Musan di Park Jung-Bum  Corea del Sud
- 2011: Out of Bounds (film 2011) di Frederikke Aspöck  Danimarca
- 2012: The Attack (film) di Ziad Doueiri  Libano
- 2013: Han Gong-ju di Lee Su-jin  Corea del Sud
- 2014: Corrections Class (2014) di Ivan I. Tverdovsky  Russia